# 小行星7673
小行星7673（英語：7673 Inohara）是一颗围绕太阳公转的小行星。1995年10月20日，小林隆男在大泉町发现了此天体。
这颗小行星的绝对星等为203.65963等。